# La Rive
La Rive was een restaurant in het Amstel Hotel in Amsterdam. De laatste chef-kok was Roger Rassin, die in 2008 de leiding overnam. Voormalige chef-koks zijn onder meer Robert Kranenborg (1992-2000) en Edwin Kats (2000-2008).
Het heeft van 1994 tot en met 2016 steeds één of twee Michelinsterren gehad.
Het restaurant was lid van de Alliance Gastronomique Néerlandaise.

## Michelinsterren
- 1993-1996: één ster[5]
- 1997-2000: twee sterren[6]
- 2001: één ster[7]
- 2002-2005: twee sterren[7]
- 2006-2016: één ster[8][9][10][11]